# 根岸豊
根岸 豊（ねぎし ゆたか、1968年5月23日 - ）は元株式会社コナミデジタルエンタテインメント小島プロダクション所属のCGアーティストとして、主にメタルギア ソリッドシリーズの制作に携わる。愛称はねぎぃ。血液型B型。
2013年より、日本工学院八王子専門学校にてゲームクリエイター科四年制・ゲームクリエイター科・CG映像科の科長として、ゲームクリエイター・CGアーティストの育成に関わる。
2017年に株式会社コナミデジタルエンタテインメントに復帰。eスポーツのスクールである「esports 銀座 school」の立ち上げおよび運営に携わる。
2021年より、東京国際工科専門職大学 工科学部 デジタルエンタテインメント学科の教授となる。
個人の創作活動も行う。

## 経歴
- 1968年　群馬県伊勢崎市出身。
- 1987年　群馬県立前橋高等学校卒業。
- 1994年　多摩美術大学美術学部グラフィックデザイン専攻卒業。
- 1994年　コナミ株式会社（現：株式会社コナミデジタルエンタテインメント～2013年5月）
- 2013年　日本工学院八王子専門学校（～2017年3月）
- 2017年　株式会社コナミデジタルエンタテインメント（～2021年3月）
- 2021年　東京国際工科専門職大学（現在に至る）

## 参加作品リスト
メタルギア ソリッドシリーズ
- METAL GEAR SOLID（1998）
- METAL GEAR SOLID INTEGRAL（1999）
- METAL GEAR SOLID 2 SONS OF LIBERTY（2001）
- METAL GEAR SOLID 2 SUBSTANCE（2002）
- THE DOCUMENT of METAL GEAR SOLID 2（2002）
- METAL GEAR SOLID 3 SNAKE EATER（2004）
- METAL GEAR SOLID 3 SUBSISTENCE（2005）
- METAL GEAR SOLID 4 GUNS OF THE PATRIOTS（2008年）
- METAL GEAR SOLID PEACE WALKER（2010年）
- METAL GEAR SOLID PEACE WALKER HD EDITION（2011年）
- METAL GEAR SOLID HD EDITION（2011年）
- METAL GEAR SOLID SNAKE EATER 3D（2012）
- METAL GEAR RISING REVENGEANCE（2013）

その他参加作品
- 永世名人（1995）
- ときめきメモリアルドラマシリーズ 虹色の青春（1997）
- ZONE OF THE ENDERS（2001）
- ANUBIS ZONE OF THE ENDERS（2004）
- ZONE OF THE ENDERS HD EDITION（2012）
- など

## 主な展覧会
- 1989年　グループ展「SIMPLE」（～1995年）　in  笑虎
- 1998年　グループ展「いちごミサイル with nunu」　in  Greeting Square
- 2000年　グループ展「DAMZAN 2000」　in  黒部市国際文化センターコラーレ
- 2001年　グループ展「DAMZAN 2001」　in  黒部市国際文化センターコラーレ
- 2002年　グループ展「DAMZAN 2002」　in  黒部市国際文化センターコラーレ
- 2005年　個展「moochannel 2005」　in  オーガニックレストラン草木土(SOUMOKUDO)
- 2012年　個展「moochannel 2012」　in  ART・IN・GALLERY
- 2018年　御苗場2018（PHaT PHOTO CONTEST 年間MVPとして展示）　in 大さん橋ホール
- 2019年　御苗場2019（PHaT PHOTO CONTEST 年間MVPとして展示）　in 大さん橋ホール

## 受賞歴
- 1993年　国営昭和記念公園レインボーアイススケートリンクキャラクター採用
- 2000年　テイチクwebキャラクター採用
- 2013年　PHaT PHOTO CONTEST（PPC）「100 POINT GALLERY」掲載